# Sindicato del Crimen
Sindicato del Crimen es un grupo musical español de rap metal procedente de Madrid y formado en 1987. Fueron, junto a Def Con Dos, uno de los grupos pioneros en practicar el hip hop en español. Posteriormente evolucionarían hacia rap metal, siendo también un grupo pionero de ese estilo en España.

## Origen del nombre
Su nombre se debe a la cultura del Grafiti. La punibilidad de esta forma de expresión, recibió en el argot, el nombre de realizar un crimen, refiriéndose a reunirse para realizar grafitis.

## Historia
Fueron presentados en sociedad en 1988 con dos temas dentro del recopilatorio “Hip Hop Madrid”: Fans y Juana.
Posteriormente vendría su participación en la secuela de este recopilatorio “Navidad Hip Hop”, donde se salían de la temática del álbum “Albañiles, quitaros el mono y matar al patrón”. Por esta época tuvieron varias apariciones televisivas, presentando ensayos tan ocurrentes como estar sentados en una tapia con una litrona y piropeando a las viejas. Un año después grabaron “Hip Hop Radical”, un disco donde rapeaban sobre los instrumentales tocados por un grupo llamado Los Carajillos, con abundante jerga verbal. En este trabajo se incluían los dos que aparecieron en “Hip Hop Madrid”, y el resto se caracterizaba por la abundancia de guitarras y por la "inspiración directa" de grupos como AC/DC (Sindicato del Crimen Hip Hop Radical / Back in Black), Leño (Camarero / Cucarachas), Beastie Boys (Skate or die / Fight for your right) y 2 Live Crew (Queremos un coño / We want some pussy). 
El cenit de su éxito llegaría con el premio Grupo Revelación, en ese mismo año (1989) del Diario Pop de Radio 3. 

### En aquellos años, Ruta del desierto
El tiempo fue pasando, se hundieron todos los grupos de aquella primera hornada hip-hop y el movimiento atravesó una ruta del desierto donde se volvió a la cultura underground. El tiempo continuó pasando, con excepciones como el disco de Foreign Nation, las diversas entregas de Def Con Dos en su viaje hacia los sonidos metálicos, y los grupos afines a los planteamientos de la música rock que empleaban el rap (Seguridad Social, Os Resentidos, Negu Gorriak...) Después las maquetas empezaron a ser cada vez más interesantes, se comenzaron a conocer nombres como La Puta Opepé o Nazión Sur, y en el 94 la edición de "Madrid Zona Bruta", de El Club de los Poetas Violentos (anteriormente Jungle Kings), suponía el aldabonazo.

### La historia continua, segunda etapa
Aquella primera formación tuvo poca duración, lo suficiente para lanzar el debut discográfico y obtener galardones. Terry fue el único que siguió adelante, miembro lo suficientemente abierto como para atender a las inquietudes de los músicos con los que conectaba. Así fue como en 1994 el grupo reapareció, quedando formados por: Roberto Rodríguez (Programaciones) Miguel Moraleda (Voz y programaciones) Toni Mora (Guitarra) Agustín Pérez (Bajo) y Javi Mayor (Batería) que, junto a Terry miembro fundador de la banda, inician una segunda etapa en la que supieron actualizar su sonido, incorporar tendencias contemporáneas, introducir textos más ambiciosos y mejorar, en general, la calidad musical de su propuesta, sin perder de vista lo mejor de sus orígenes.
Aquel fue verdaderamente el nacimiento de Sindicato del Crimen. Juntos lanzaron en 1996 ¡Qué aproveche!

#### 1996: Que aproveche
Un trabajo que tuvo repercusión por muy diferentes motivos. El primero era lo que significaba: una mezcla heterogénea en la que letras explícitas recorrían pasajes de Hip-Hop, de Acid Jazz y de guitarras asentadas; un verdadero hallazgo en un momento en el que la música rock en España buscaba nuevos caminos ante la avalancha de género Indie y de Punk grueso. El segundo motivo fue más pintoresco: su portada llevó a ciertas organizaciones feministas a "boicotear" al grupo.
La portada de ¡Que aproveche! era un dibujo que mostraba a un carnicero llevando al hombro un cuerpo humano mientras, en un segundo plano, aparecían otros cuerpos abiertos en canal y colgados como si estuvieran en un matadero. Anecdótico fue el hecho de que Terry fuera invitado a participar en un coloquio en la Facultad de Sociología y que sus letras fueran analizadas como una muestra de sociología de la desviación.
La evolución de Sindicato se plasmó en ¡Que aproveche!, introduciendo textos de contenido social, y un sonido absolutamente contemporáneo. La producción corrió a cargo de Juanjo Valmorisco, trabajo con el que la banda no quedó conforme. ¡Que aproveche! se desarrolla en directo con la provocación, frescura y comunicación con el público que caracterizaron a Sindicato del Crimen en su primera época, junto a un sonido más evolucionado, compacto y potente.
En definitiva, Sindicato del Crimen vuelven a escena en 1996 sin hacer concesiones, ni en lo musical, ni en sus textos, con una propuesta actualizada de todo lo que les convirtió en el grupo de hip hop más emblemático de los 90 y a su vez uno de los referentes del rap metal estatal.

#### 1997: Deportivo VIH
Su siguiente trabajo consistía en una serie de remezclas del tema Deportivo VIH y su cubierta también trajo problemas. En ella se aludía a la fusión de la música dura con la electrónica presentando un puño americano del que surgía un cable que acababa en un jack, un modelo de enchufe utilizado en la mayoría de los equipos electrónicos y fácilmente reconocible porque cada uno de nosotros conecta los cascos a su equipo por medio de uno de ellos. Cuando No More, la compañía en la que graba Sindicato del Crimen, comenzó a promocionar el disco con carteles en las calles se señaló que el hecho de aparecer un puño americano podía entenderse como una incitación a la violencia.
En aquel álbum, "Deportivo VIH" era remezclado por Pez, Alex Martin, Side Effects, Resonic, Dee Jay Kul, California Sun y los mismos Genoma - el grupo de Roberto y Miguel-. 

#### 1998: Ghetto Paradise
En 1998 Agustín Pérez y Javi Mayor abandonan la banda para seguir otros proyectos, y entran en la banda Chuemo (Bajo) y Kiki Tornado (Batería), adhiriéndose a Roberto Rodríguez, dueño de samplers y programaciones dentro del grupo -además de su participación en Sindicato del Crimen cuenta en su historial con la formación de Genoma, un proyecto de música electrónica en el que también interviene Miguel Moraleda, uno de los vocalistas del Sindicato y encargado también del secuenciador-, Tony T.M. a las guitarras, y el siempre presente Terry I.D, miembro imperturbable y fuerza guiadora del proyecto. Un año después, juntos graban el que sería su tercer álbum de estudio, Ghetto Paradise.
Este nuevo trabajo nace con una portada en la que se explicaba, que su interior estaba lleno de música dura y de corrientes electrónicas. Los madrileños realizan su nueva entrega enfrascados en una fusión anunciada. Si puede señalarse su herencia del hip-hop primitivo no es menos evidente su gusto por las tendencias contemporáneas. Guitarras, máquinas y unas letras impactantes se aglutinan en el paraíso de los guetos. El cambio temático en las letras del grupo es notable. ¡Que aproveche! presentaba y analizaba situaciones reales, palpables. En Ghetto Paradise todo es más abstracto, los textos se mueven entre la realidad y el surrealismo, acumulan mucha rabia y mucho cinismo. 
Las fotos del álbum, tanto las exteriores como las incluidas en el cuadernillo que está inmerso en el digipack de cartón que sirve de estuche, contienen imágenes de Japón y son obra de Raúl del Palacio.
Con Ghetto Paradise comienza una nueva gira en la carrera del grupo y que contó inicialmente con la participación en seis festivales.

#### 2002: Viaje al fondo de la mente
Sindicato del Crimen continúa su carrera con otro disco más, Viaje al fondo de la mente, un disco donde desaparecen los aires metaleros y se sumergen en la electrónica. El grupo quedó reducido a trío: Terry, Miguel Moraleda y Roberto Rodríguez. En este trabajo las composiciones han tenido influencias de DJ Krush, Portishead así como Antipop Consortium, además de otros gurús de diversas disciplinas de la música electrónica; así hay Trip-Hop, Techno y mucho Hip-Hop. Terry sigue con sus aires críticos y mordaces, aunque con un punto más de surrealismo. 
Viaje al fondo de la mente es el título de este nuevo trabajo con el que el grupo nos invita a lo largo de doce canciones (y una sorpresa final) a un angustioso y duro recorrido por lo más profundo de nuestras conciencias. Cuando venga la muerte, El signo de los tiempos o Recuerdos, son sólo algunos de los temas de este álbum repleto de textos superrealistas y ritmos apocalípticos que nos hablan de violencia y deshumanización, de crisis ideológica o catástrofes suburbanas. Humor negro y oscuras atmósferas serían las armas con las que subvierten los falsos valores de una sociedad en descomposición. 
Sindicato del Crimen nos deleita con un nuevo trabajo que poco tiene que ver con los anteriores, no sólo una vuelta a las raíces del grupo y al Hip-Hop maduro, sino algo más.

#### Aventura cinematográfica, vídeo Bastallar
Paralelo a su producción musical, Sindicato del Crimen deciden plasmar en un vídeo parte de la esencia de su discurso, su obra, Bastallar.
Miguel Ángel Vivas, director del vídeo, captó la esencia del discurso y desarrolló una historia contada en elipsis que empasta perfectamente con la forma de escribir de Terry. 
Bastallar es una pieza más de una obra que habla de la ignominia, del dolor, del absurdo. Atrás queda la discusión creativa que originó, lo cual nos ayuda a que cada vez queden más aislados los hechos aquí retratados. 
Bastallar es un fragmento más de Viaje al fondo de la mente, cuyas letras que hablan sobre hechos tangibles, relatos sobre lo que se observa, lo que se aprecia en la calle, en un periódico, en un informativo, una crónica social. Como curiosidad, parte de la letra de esta canción se refleja en el libro 1964 después de Cristo y antes de perder el autobús (enlace roto disponible en Internet Archive; véase el historial, la primera versión y la última)..

#### 2010: XYY
Tras un periodo de inactividad y continuos cambios, Terry consigue juntar a miembros de distintas bandas nacionales como Sugarless, Skunk D.F. o Def Con Dos, y forma un súper-grupo llamado Metralla, con el que graban una maqueta con cinco temas. Aunque el proyecto tuvo una corta existencia, muchas de las ideas que en él se mostraban sirvieron para nutrir y dar forma a un nuevo disco de Sindicato del Crimen. En febrero de 2010 sacan a la luz un nuevo trabajo titulado XYY.
Terry vuelve a comandar el sindicato con energías renovadas y con una nueva y talentosa formación: Joseba Llanas (Sugarless, Strawberry Hardcore) al bajo, David O’Belleiro (Skunk D.F., SuperSkunk) a la guitarra; Javi Mayor y Roberto –Brubaker XL- de regreso a la batería y a las máquinas respectivamente; y para la réplica en las voces fichan a David Curtonates, quien cuenta con una amplia experiencia por diferentes bandas del panorama madrileño como Terroristars, Kaothic, Not for Us y Phoenix. El disco es un regreso al rap-metal de antaño, actualizado y sin escatimar en energía, potencia y dureza. XYY está compuesto por doce temas en los que destaca un sonido más heavy y algo menos experimental que en anteriores trabajos. El lanzamiento del disco vino acompañado de la grabación del videoclip Viva el Mal. Una historia de violencia explícita, sexo y drogas, repleta de humor negro. 
En 2011 XYY fue presentado en La 2 de Televisión Española en los Conciertos de Radio 3. Meses después de que el disco saliese a la venta, entran al grupo Juanito Sangre y Tejeringo, ambos exmiembros de Def Con Dos, sustituyendo en las filas a Curtonates y O'Belleiro.

## Discografía
- 1988 - Hip Hop Madrid - recopilatorio.
- 1988 - Navidad Hip Hop - recopilatorio y secuela del anterior.
- 1989 - Hip Hop Radical.
- 1996 - Que aproveche.
- 1997 - Deportivo VIH.
- 1998 - Ghetto Paradise.
- 2002 - Viaje al fondo de la mente.
- 2010 - XYY.